# 池田得太郎
池田 得太郎（いけだ とくたろう、1936年3月15日 - ）は、日本の小説家。

## 人物・来歴
東京日本橋生まれ。日本大学旧工学部中退。1958年、学生時代に「家畜小屋」を中央公論新人賞に応募。受賞できず佳作止まりだったが、選考委員三島由紀夫の絶賛を受けて『中央公論』に掲載され、第40回芥川賞候補となる。四人の子供を育てながら日立製作所でサラリーマン生活をしつつ、1972年から再度作品を発表、1976年『野性時代』に掲載された「ノアの箱舟殺人事件」が最後の作品となっている。

## 著書
- 『家畜小屋』中央公論社 1959
- 『開拓者依田勉三』潮出版社 1972
- 『竜樹菩薩』第三文明社 1974
- 『小説維摩詰 ヴィマラキールティの生活と意見』潮出版社 1974.10
- 『ノアの箱舟殺人事件』光文社 (カッパ・ノベルス)　1976
- 「家畜小屋」『日本文学全集 第66 現代名作集（四）』筑摩書房 1968
- 『池田得太郎　異端小説集』宮内書房 2022